# Автошлях М 05
Автошлях М 05 — автомобільний шлях міжнародного значення на території України, Київ — Одеса. Проходить територією Київської, Черкаської, Кіровоградської, Миколаївської та Одеської областей. Збігається із частиною Європейського автомобільного маршруту E95 (Санкт-Петербург — Київ — Одеса — Самсун — Мерзифон). Частина європейського транспортного коридору № 9 — IX коридору Транс'європейської транспортні мережі (TEN-T), який забезпечує критично важливе сполучення між Північною та Південною Європою та має стратегічне значення для внутрішнього та міжнародного транспортного сполучення України, зокрема з Європейським Союзом.
З'єднує великі промислові, адміністративні й культурні центри України з морськими портами та зонами відпочинку на Чорноморському узбережжі, а також забезпечує транзитні автотранспортні перевезення між Балканськими країнами, Росією, країнами Балтії та Скандинавії.
Починається в Києві, проходить через Білу Церкву, Жашків, Умань та закінчується в Одесі.

## Загальна довжина
Київ — Одеса — 562,5 км
Під'їзди:
Під'їзд до м. Білої Церкви — 2,3 км
Під'їзд до Р19  — 0,5 км
Разом — 565,3 км

## Історія
З глибокої давнини тут проходив великий шлях, вздовж якого збереглися численні кургани, городища, Змієві вали. У часи Київської Русі про його важливу роль свідчили Золоті ворота та княжі міста-фортеці Васильків та Юр'їв. Про середньовічний поштовий шлях нагадують назви сіл Віта Поштова та Митниця.
Будівництво автодороги розпочалося в 1926 році. До 1960 року була побудована дорога II категорії із шириною проїзної смуги 7,5 м. З 1965 року по 2002 рік відбувалась реконструкція ділянок від Києва до Жашкова (138 км) та від Знам'янки до Одеси (81 км). Після реконструкції автошляхи ділянки відповідали I категорії. Ділянка автошляху від Жашкова до Знам'янки залишилася в первинному стані і не відповідала сучасним вимогам. При розрахунковій добовій інтенсивності руху від 34 до 40 тис. автомобілів щорічні економічні втрати від незадовільних умов на ділянці становили близько 500 млн грн.
З метою розвитку міжнародного транспортного коридору № 9 Верховною Радою України в 2003 році було прийнято Закон України «Про реконструкцію та експлуатацію на платній основі автомобільної дороги Київ-Одеса на ділянці від Жашкова до Знам'янки». Це будівництво відоме багатьом українцям під назвою «Будівництво автобану Київ-Одеса». Протяжність ділянки, яка підлягала реконструкції, становила 219 км, загальна вартість робіт — 3,9 млрд грн. Реконструкція почалася на 118 ділянках автодороги в Черкаській, Кіровоградській, Миколаївській і Одеській областях. До робіт було залучено 63 дорожньо-будівельні й спеціалізовані мостобудівні організації, з українських дорожньо-будівельних та мостобудівних підприємств, будівельні підрозділи Укрзалізниці, залізничні війська, будівельні фірми з Росії, Туреччини, Білорусі, Фінляндії, Німеччини та Македонії, а також автотранспортні механізми підрозділів ВАТ ДАК «Автомобільні дороги України» з усієї України, понад 1780 одиниць техніки. На реконструкцію автомобільної дороги Київ-Одеса здійснювалися запозичення на зовнішньому фінансовому ринку. У 2004 році було отримано кредит «Deutsche Bank AG» в розмірі $480 млн.

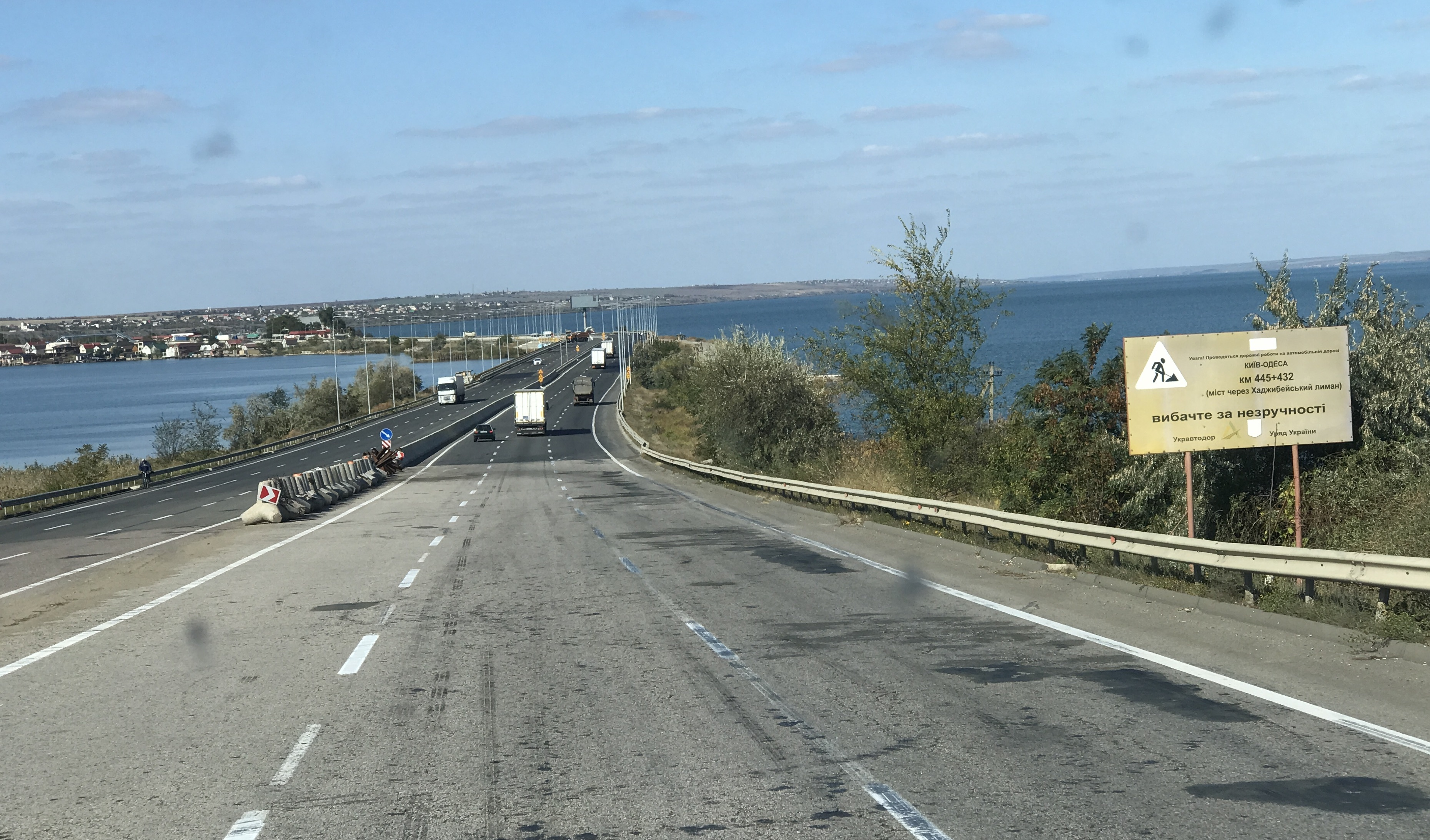
Автошлях М-05 біля Хаджибейського лиману. Вид на шляху до Києва

23 жовтня 2004 року відкрито рух автомобільного транспорту по 4 смугах реконструйованої ділянки Жашків — Знам'янка Автошляху М 05 протяжністю 219 км (з яких 16,4 км прийнято в експлуатацію як повністю закінчені) без верхнього шару покриття.
Збудовано 11 мостів, 29 шляхопроводів, 29 транспортних вузлів-розв'язок. Ширина проїжджої частини — 2 смуги по 7,5 м кожна, ширина розділюваної смуги — 6 метрів, ширина земляного полотна 28,5 метра. Розрахункові навантаження — 11,5 тонн на вісь. Розрахункова швидкість автомобільного транспорту — 140 км/год.
У 2005 році нове керівництво країни визнало будівництво автомагістралі Київ — Одеса незавершеним та таким, яке проходило із численними фінансовими зловживаннями, в тому числі із використанням коштів не за призначенням. Для завершення проєкту реконструкції автошляху М 05 під урядові гарантії було додатково залучено іноземний кредит в розмірі $100 млн.

## Маршрут
Автошлях проходить через такі міста
| Автошлях М 05          | |
| Київ                   | Проспект Академіка Глушкова E40E95Т 1027 |
| Київська область       | |
| Фастівський район      | |
| Віта-Поштова           | |
| Глеваха                | Т 1006Т 1023 |
| Обухівський район      | |
| Фастівський район      | |
| Обухівський район      | |
| Митниця                | Р19 |
| Білоцерківський район  | |
| Ксаверівка             | |
| Гребінки               | Т 1009 |
| Біла Церква            | Вулиця Київська (під'їзд до Білої Церкви) Н02 |
|                        | Р04 |
| Черкас                 | |
|                        | Р18 |
|                        | Т 1014 |
| Сніжки                 | |
| Черкаська область      | |
| Уманський район        | |
| Жашків                 | Т 2403Т 2405 |
| Нестерівка             | |
| Подібна                | Т 2406 |
| Краснопілка            | |
| Умань                  | E50М30 |
| Ладижинка              | Р71 |
| Кіровоградська область | |
| Голованівський район   | |
|                        | Н24Т 0207 |
|                        | Т 2415 |
| Луполове               | |
| Одеська область        | |
| Подільський район      | |
| Миколаївська область   | |
| Первомайський район    | |
| Криве Озеро            | Р75 |
| Криве Озеро Друге      | |
| Одеська область        | |
| Подільський район      | |
|                        | E584М13 |
| Троїцьке               | Т 1623 |
| Комарівка              | |
| Березівський район     | |
| Новогригорівка         | Т 1640 |
| Одаї                   | |
|                        | Т 1614 |
| Старі Маяки            | |
| Ревова                 | |
|                        | Р71 |
| Знам'янка              | Т 1615 |
|                        | Т 1617 |
| Роздільнянський район  | |
|                        | Т 1618 |
| Одеський район         | |
| Хоминка                | |
| Алтестове              | |
| Дачне                  | |
|                        | М28 |
| Одеса                  | Київське шосе, вулиця Михайла Грушевського, вулиця Розумовська, вулиця Мечникова, вулиця Богдана Хмельницького, вулиця Мала Арнаутська, вулиця Гімназична, вулиця Пантелеймонівська М14М15 |

### Ділянка Київ— Біла Церква
Ділянка Київ — Біла Церква має 4-6 смуг руху (по 2-3 в кожен бік). Проходить територією м. Київ, а також Фастівського, Обухівського, Білоцерківського районів Київської області.

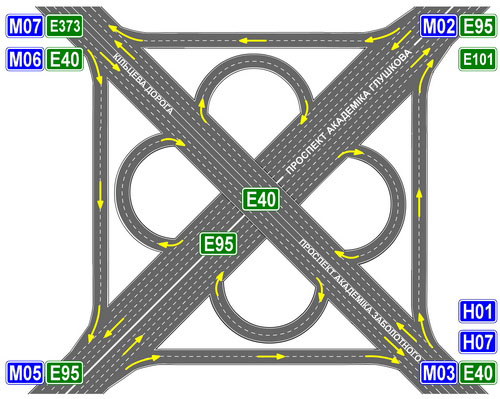
автошлях в межах м. Києва

- Київ. На виїзді з Києва автошлях М05 починається від проспекту Академіка Глушкова, який є продовженням автошляху E95. Біля житлового масиву Теремки перетинає під мостом вулицю Академіка Заболотного (кільцева дорога), який є продовженням автошляху E40.
- В районі населених пунктів Чабани (15 км) та Віта-Поштова (19 км та 20 км) автошлях має надземні пішохідні мости.

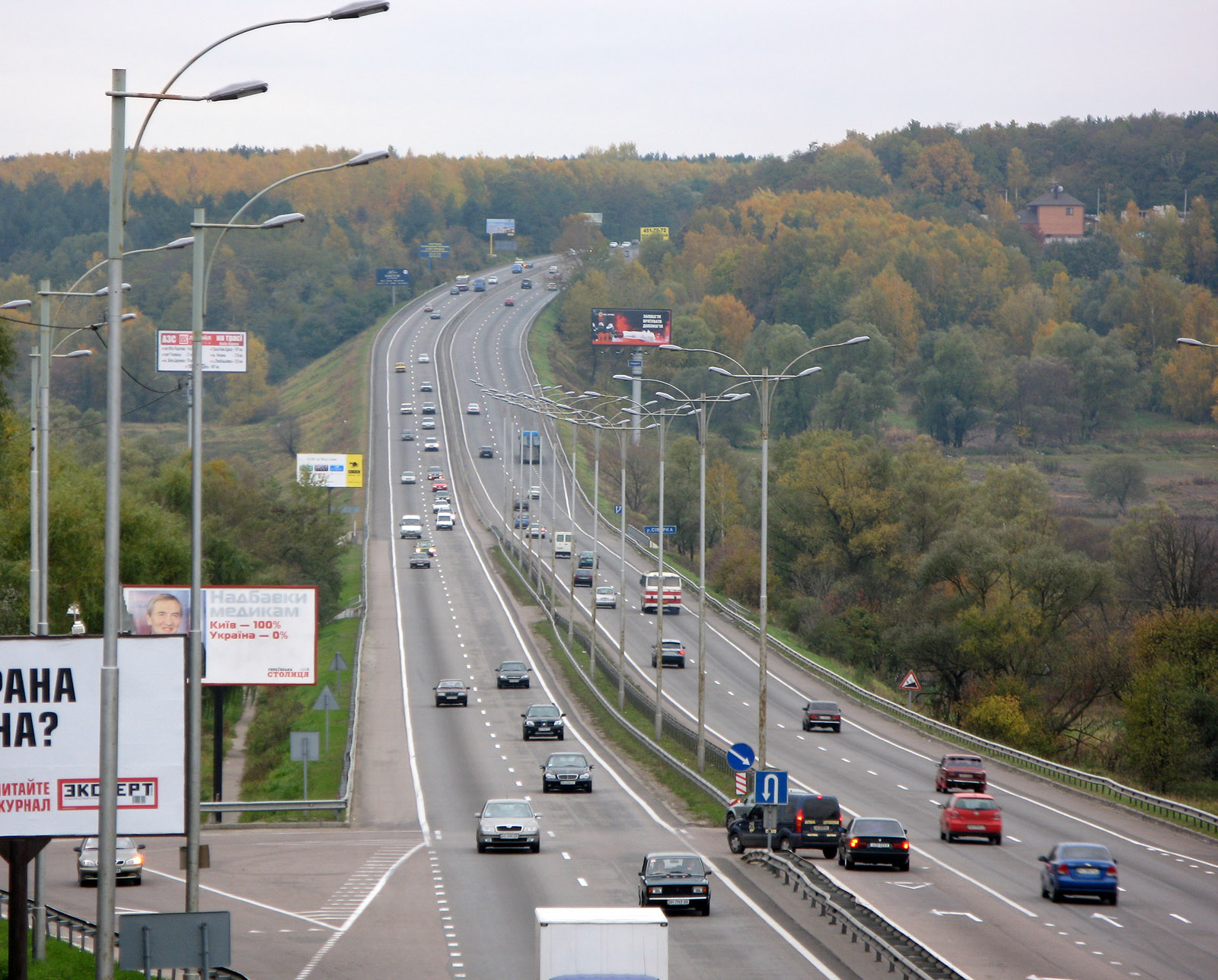
Автошлях біля села Віта-Поштова

- Васильків. Автошлях М05 оминає Васильків через Глеваху. У 2006 році на 26 км автошляху збудовано транспортний вузол загальною вартістю 29,66 млн гривень, у складі якого є міст, що є продовженням дороги «Київ-Васильків». Це дозволило розмежувати транспортні потоки «Київ — Одеса» (інтенсивність руху 13 550 авто на добу) та «Київ — Васильків» (інтенсивність руху 6 940 авто на добу). В районі населеного пункту Глеваха автошлях має надземний пішохідний міст (27 м) та безпосередньо межує із пасажирським залізничним зупинним пунктом Глеваха (28 км).

Визначні місця: Вважається, що в цих місцях проходив шлях із Києва до Галичини та Європи, відомий під назвою «Васильківський шлях». Васильків (заснований у 988 році) — один із центрів декабристів в Україні. Можна побачити Микільську церкву (1792), Собор Антонія та Феодосія (XVIII століття) — пам'ятку українського архітектурного мистецтва.
- Митниця

- Транспортний вузол (44 км) — перетин з автошляхом Р19 (Фастів — Митниця — Обухів — Ржищів).

- Ксаверівка (55 км)
- Гребінки (65 км)
  - Перед селищем Гребінки автошлях має підземний розворот для зміни руху у зворотному напрямку, протягом селища є ще два підземних пішохідних переходи, два надземні пішохідні мости та залізничний міст. Автошлях перетинає у центрі селища автошлях Т 1009 Устимівка — Гребінки — Узин.

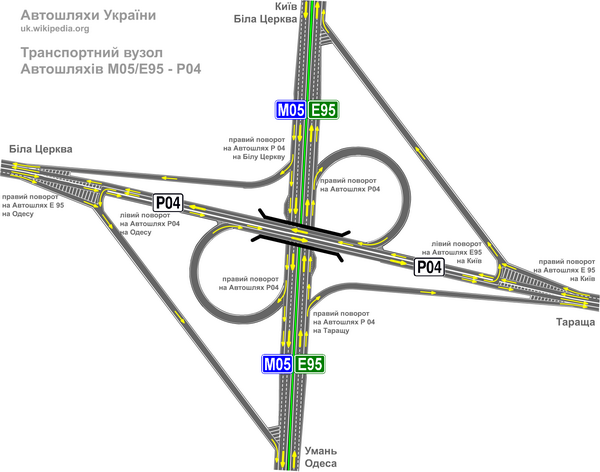
Схема. Транспортний вузол на 94 км Автошляху біля Білої Церкви зі схемою напрямків руху. Перетин з автошляхом

- Біла Церква. Автошлях М05 оминає Білу Церкву зі східної частини міста.

Визначні місця: місто засноване 1032 року київським князем Ярославом Мудрим. На берегу річки Рось розташований відомий парк «Олександрія», заснований у 1793 році польською графинею Олександрою Браницькою, загальною площею 180 га. Також можна побачити Микільську церкву (1702), Спасо-Преображенський собор (1834), Костел святого Іоанна Хрестителя та інші пам'ятники архітектурного мистецтва.
- Транспортний вузол (78 км) — перетин з в'їзною дорогою в Білу Церкву. На початку транспортної розв'язки розташований пункт ДПС. Поруч у 2007 році встановлено пам'ятник «Загиблим байкерам».
- Транспортний вузол (86 км) — перетин з автошляхом Н02 (Кременець — Біла Церква — Ржищів — Канів — Софіївка).
- Залізничний міст (87 км).
- Міст через р. Рось (91,5 км).
- Транспортний вузол (94 км) — перетин з автошляхом Р04 (Київ — Фастів — Біла Церква — Звенигородка).

### Ділянка Біла Церква— Умань
Ділянка Біла Церква-Умань має 4-6 смуг руху (по 2-3 в кожен бік). Проходить територією Білоцерківського району Київської області та Уманського району Черкаської області.
- Жашків
- Умань. Автошлях М05 оминає місто Умань зі східної частини. Визначні місця: В Умані розташований Державний заповідник — дендропарк «Софіївка» — визначний пам'ятник краєвидного типу світового садово-паркового мистецтва кінця XVIII — першої половини XIX ст., заснований у 1796 році власником міста Умані, польським магнатом Станіславом Щенсним (Феліксом) Потоцьким. На юдейський Новий Рік, що святкується в кінці вересня, в Умань з'їжджаються хасиди з усього світу. Вони вважають, що помолившись в цей день на могилі рабина Нахмана, отримають духовне очищення.

- Транспортний вузол — перетин з Автошляхом М30E50

### Ділянка Умань— Одеса
- Благовіщенське

- Транспортний вузол — перетин з Автошляхом Н24 (Благовіщенське — Миколаїв).

- Любашівка (308 км). Любашівка — селище міського типу, районний центр Одеської області. Транспортний вузол — перетин із залізничною лінією Подільськ — Первомайськ та Автошляхом М13E584.
- Одеса

## Інтенсивність руху
Інтенсивність руху на цій дорозі становить від 10 000 до 48 500 автомобілів на добу Київській області, в Черкаській області – від 10 000 до 16 000 автомобілів на добу, в Одеській області – від 10 000 до 40 000 автомобілів на добу.

## Галерея

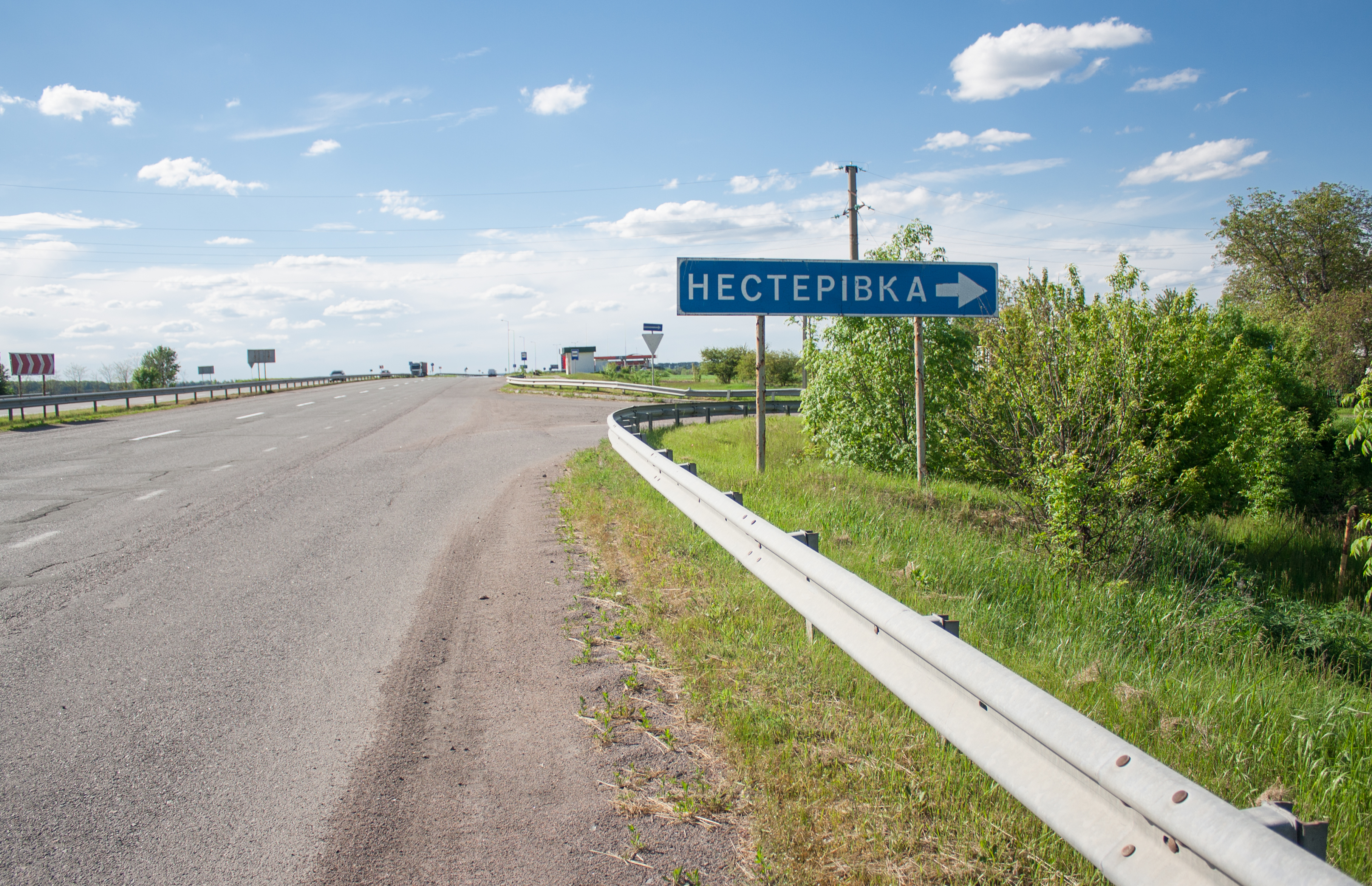
Автошлях в селі Нестерівка